# Троянская война

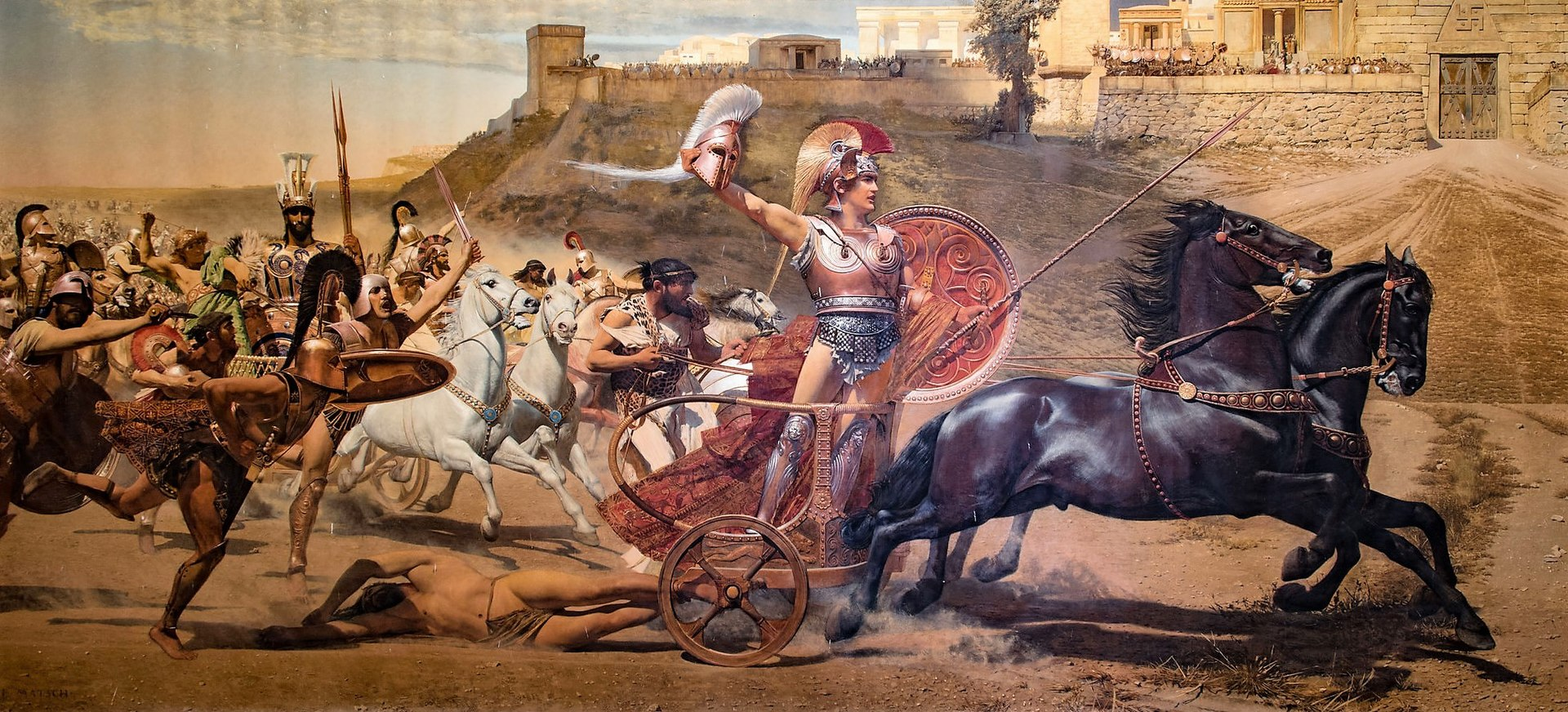
Триумф Ахилла. Худ. Франц фон Мач, 1892 г.

Троя́нская война́ (греч. Τρωικός Πόλεμος) — легендарная война, сказания о которой были распространены в греческом народе ещё до сложения Гомеровского эпоса: автор первой рапсодии «Илиады» предполагает в своих слушателях подробное знакомство с циклом этих сказаний и рассчитывает на то, что Ахилл, Атрей, Одиссей, Аякс Великий, Аякс Малый, Гектор уже знакомы им.
Разрозненные части этого сказания принадлежат разным векам и авторам и представляют собою хаотическую смесь, в которой историческая правда незаметными нитями связана с мифом. С течением времени желание вызвать интерес у слушателей новизной сюжета побуждало поэтов вводить всё новых героев в излюбленные сказания: из героев «Илиады» и «Одиссеи» Эней, Сарпедон, Главк, Диомед, Одиссей и много второстепенных действующих лиц, согласно некоторым гипотезам, совершенно чужды древнейшей версии Троянского сказания. Введён был в сказания о битвах под Троей ещё ряд других героических личностей, таких, как амазонка Пентесилея, Мемнон, Телеф, Неоптолем и других.
Наиболее подробно сохранившееся изложение событий Троянской войны содержится в 2 поэмах Гомера — «Илиаде» и «Одиссее»: главным образом этим двум поэмам Троянские герои и события Троянской войны обязаны своей славой. Поводом к войне Гомер указывает реальный исторический факт похищения Елены.

## Датировка

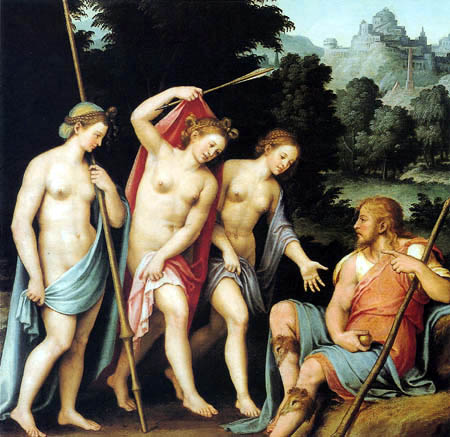
Суд Париса. Худ. Хуан де Хуанес

Несмотря на то, что установленный ещё Эратосфеном год взятия Трои (1184 год до н. э.) признавался важным в хронологии древнейшей греческой истории, датировка Троянской войны является спорной, хотя большинство исследователей относят её к рубежу XIII—XII вв. до н. э. Согласно хронологической таблице на Паросском мраморе, составленной в 264 г. до н. э., она началась около 1218/1217 года до н. э., спустя 33 года (то есть одно поколение) после похода Семерых против Фив, и, соответственно, окончилась около 1209/1208 года до н. э. Иероним Стридонский в своей Хронике датирует взятие Трои 1183 годом до н. э.
Спорным признаётся вопрос о роли «народов моря» — стали ли они причиной Троянской войны или, наоборот, их движение было вызвано уже её результатами.

## Перед войной
См. также Киприи

Похищение Елены. Худ. Джованни Франческо Романелли

Согласно древнегреческому слогу, на свадьбу героя Пелея и нереиды Фетиды, которая была беременна, которой богиня правосудия Фемида предрекла, что её ребёнок превзойдёт своего отца, явились все олимпийские боги, кроме богини раздора Эриды; не получив приглашения, последняя подбросила среди пирующих золотое яблоко Гесперид с надписью: «Прекраснейшей», за это звание последовал спор между богинями Герой, Афиной Палладой и Афродитой. Они попросили Зевса рассудить их. Но тот не хотел отдавать предпочтение какой-то из них, потому что самой прекрасной считал свою тётку Афродиту. Гера приходилась ему царствующей супругой и сестрой, Афина — дочерью. Тогда он отдал суд сыну царя Трои Приама — Парису, считавшемуся самым красивым мужчиной.
Парис отдал предпочтение богине любви, потому что та пообещала ему любовь прекраснейшей в мире женщины, супруги спартанского царя Менелая Елены. Парис отплыл в Спарту на корабле, построенном Фереклом. Менелай радушно принял гостя, но вынужден был отплыть на Крит, чтобы похоронить своего деда Катрея. Афродита влюбила Елену в Париса, и та отплыла с ним, взяв с собой сокровища Менелая и рабынь Эфру и Климену. По пути они посетили Сидон.

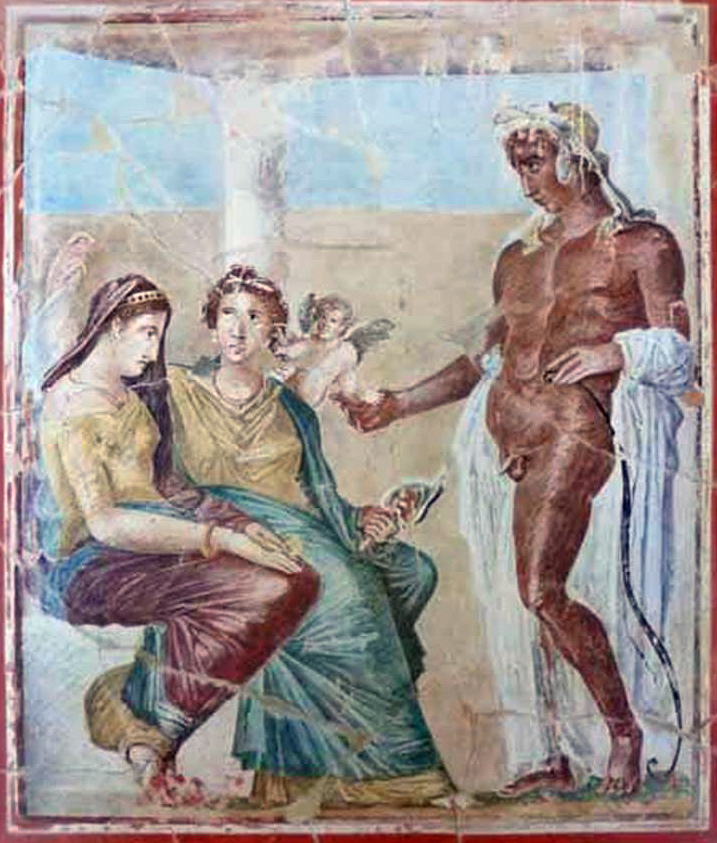
Парис, соблазняющий Елену. Фреска из Помпей

Похищение Елены было ближайшим поводом к объявлению войны народу Париса. Решив отомстить обидчику, Менелай и его брат царь Микен Агамемнон (Атриды) объезжают греческих царей и склоняют их к участию в походе на троянцев. Это согласие было дано предводителями отдельных народов в силу клятвы, которой ранее связал их отец Елены, Тиндарей. Главнокомандующим экспедиции был признан Агамемнон; после него привилегированное положение в войске занимали Менелай, Ахилл, два Аякса (сын Теламона и сын Оилея), Тевкр, Нестор, Одиссей, Диомед, Идоменей, Филоктет и Паламед.
Все охотно приняли участие в войне, кроме Одиссея, который попытался уклониться, притворившись безумным, однако Паламед разоблачил его. Кинир не стал союзником греков. Пемандр и Тевтис не участвовали в походе. Фетида пытается укрыть своего сына у Ликомеда на Скиросе, но Одиссей находит его, и Ахилл охотно присоединяется к войску. Дочь Ликомеда Деидамия рождает Ахиллу сына Неоптолема.
Состоявшая из 100 000 воинов и 1186 кораблей армия собралась в Авлидской гавани (в Беотии, в проливе, отделяющем Эвбею от материка Греции).
Здесь во время жертвоприношения из-под алтаря выползла змея, взобралась на дерево и, пожрав выводок из 8 воробьёв и воробьиную самку, обратилась в прах. Один из состоявших при войске гадателей, Калхант, вывел отсюда, что предстоящая война будет продолжаться девять лет и окончится на десятый год взятием Трои.

## Начало войны

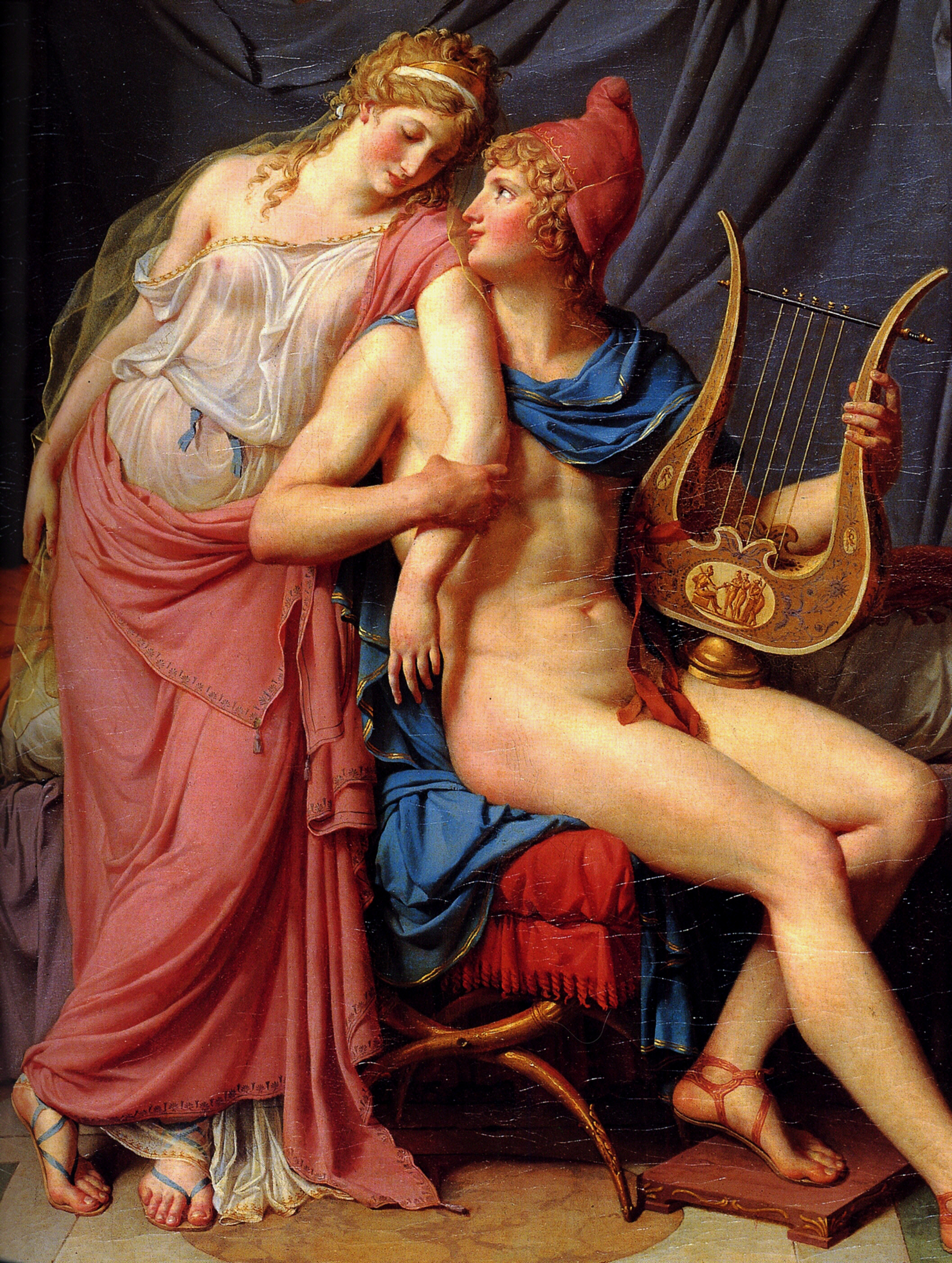
Елена и Парис. Худ. Жак Луи Давид, 1788 г.

Карта Греции с указанием всех предводителей Троянской войны

Агамемнон приказал войску садиться на корабли и достиг Азии. Греки по ошибке высадились в Мизии. Там произошла битва, в которой Терсандр был убит Телефом, однако сам Телеф был тяжело ранен Ахиллесом, а его войско было разбито.
Затем, будучи отнесены бурей от берега Малой Азии, ахейцы вновь прибыли в Авлиду и оттуда уже вторично отплыли под Трою по принесении в жертву богине Артемиде дочери Агамемнона, Ифигении (последний эпизод Гомером не упоминается). Телеф, прибывший в Грецию, указал морской путь ахейцам и был исцелён Ахиллом.
Причалив на Тенедосе, греки захватывают остров. Ахилл убивает Тенеса. Когда греки приносят жертвы богам, Филоктета укусила змея. Его оставляют на пустынном острове.
Высадка в Троаде окончилась благополучно лишь после того, как Ахиллес убил царя троянского города Колона, Кикна, пришедшего на помощь троянцам. Протесилай, первый из высадившихся на берег ахейцев, был убит Гектором.

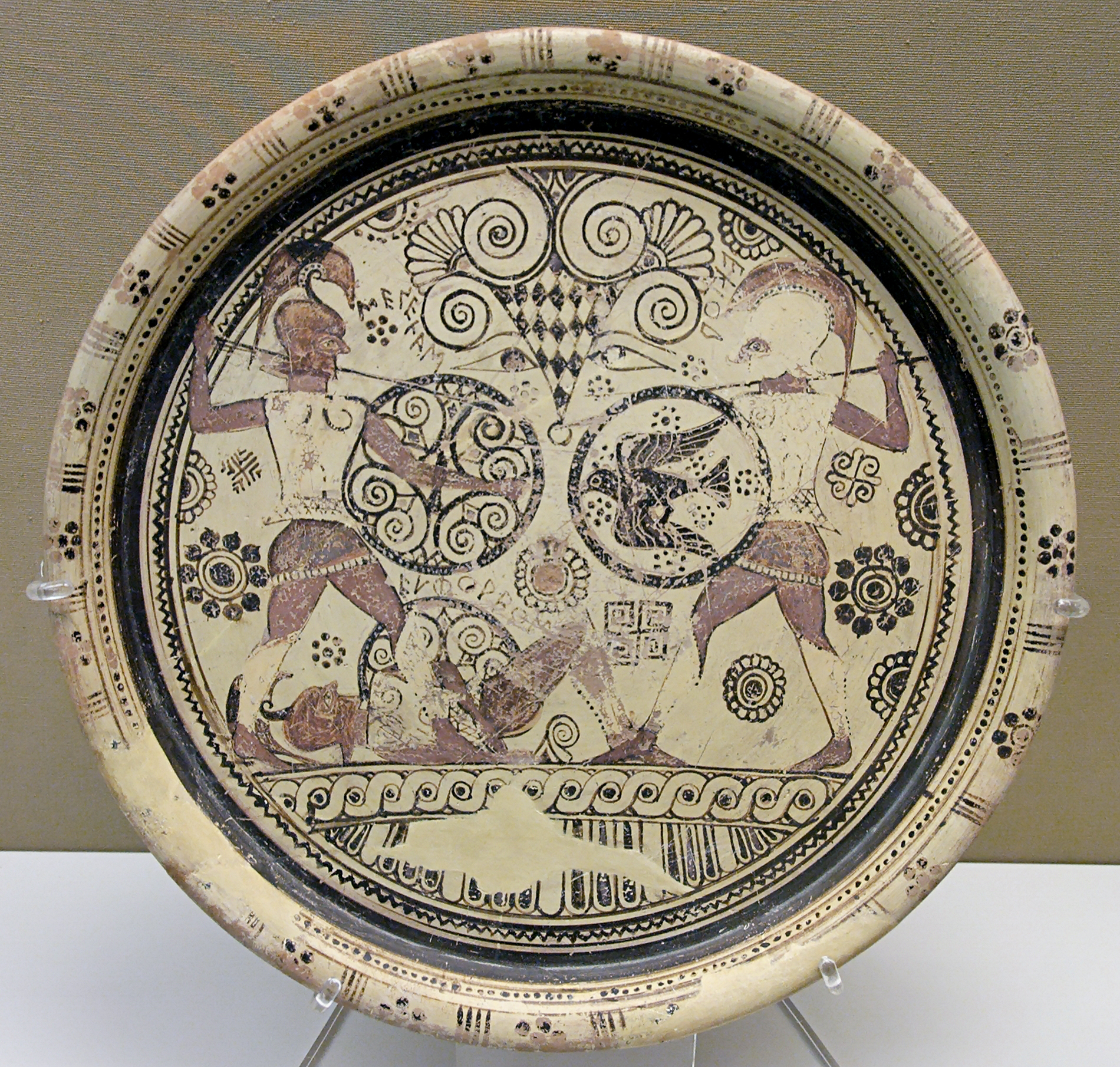
Бой Менелая с Гектором за тело Евфорба. Блюдо из Камироса (Родос), 600 г. до н. э.

Когда греческое войско расположилось лагерем на Троянской равнине, Одиссей и Менелай отправились в город для переговоров о выдаче Елены и примирении враждующих сторон. Несмотря на желание самой Елены и совет Антенора окончить дело примирением, троянцы отказали грекам в удовлетворении их требования. Число троянцев, которыми командует Гектор, меньше числа греков, и хотя на их стороне имеются сильные и многочисленные союзники (Эней, Главк и др.), троянцы, боясь Ахиллеса, не решаются дать решительное сражение.
Ахиллес убивает Троила и Полидора и пленяет Ликаона.
С другой стороны, ахейцы не могут взять хорошо укреплённый и защищаемый город и ограничиваются тем, что опустошают окрестности и ради добычи провианта предпринимают, под начальством Ахиллеса, более или менее отдалённые походы на соседние города.
Ахиллес захватил остров Лесбос (см. Трамбел); Фивы Плакийские — родину Ээтиона. Среди девушек, попавших в плен, наиболее известны Текмесса, София и Брисеида.
Паламед с помощью Энотроф решает проблему снабжения войска продовольствием, но Одиссею с помощью обмана удаётся погубить героя.

## События «Илиады»
См. также Илиада

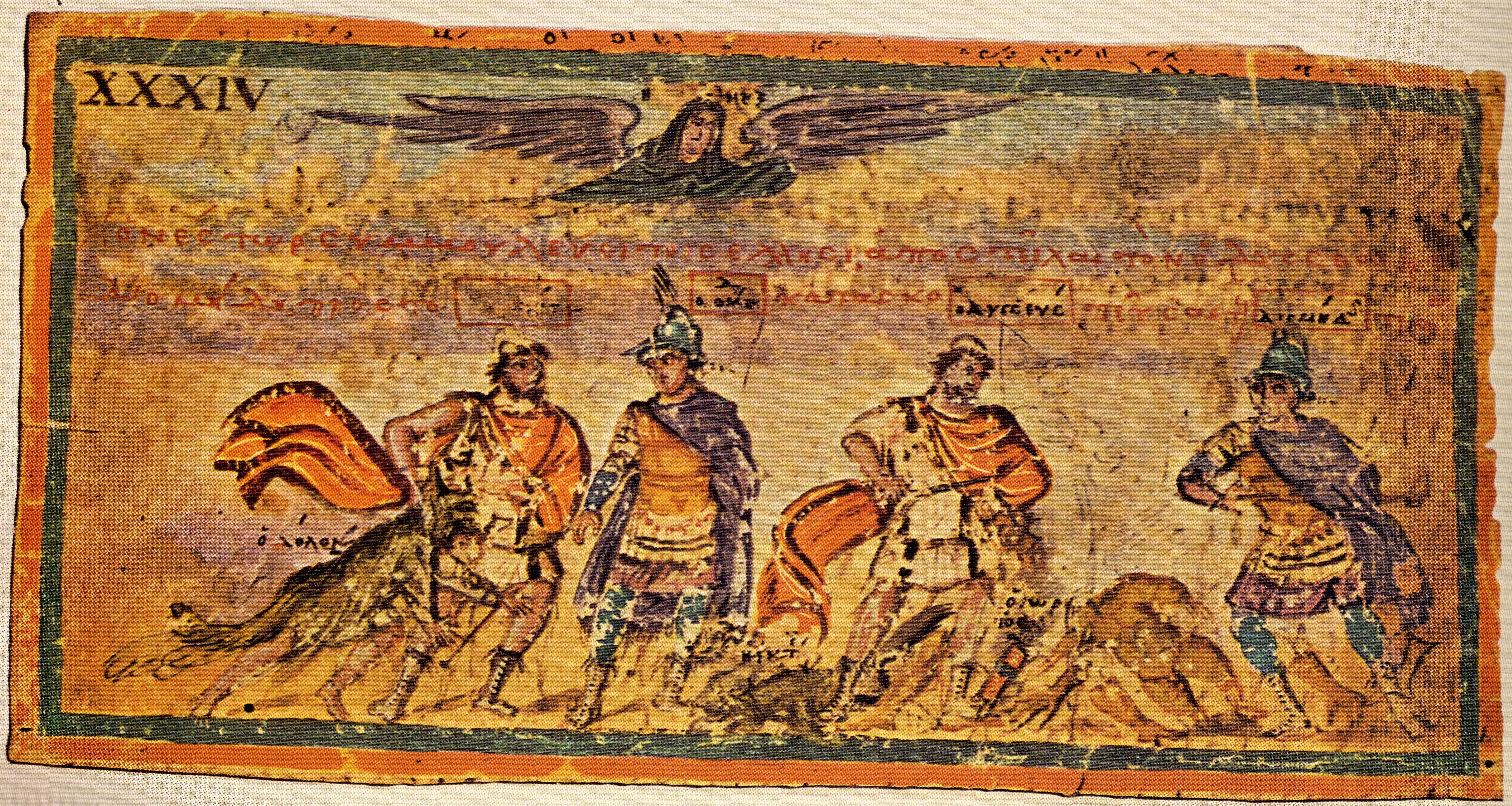
Одиссей и Диомед захватывают троянского лазутчика Долона. Миниатюра рукописи «Илиады» V в. н. э. Амброзианская библиотека, Милан

Наконец наступает определённый богами 10-й год, события которого, на протяжении 91 дня, рассказываются в «Илиаде». Хрис, старый жрец Аполлона, приходит в греческий стан выкупить взятую в плен и доставшуюся в рабыни Агамемнону дочь Хрисеиду.
Получив грубый отказ от царя Микен, он обращается с мольбой об отмщении к Аполлону, который насылает на войско моровую язву. В собрании греков, созванном Ахиллом, Калхант объявляет, что единственное средство умилостивить бога состоит в выдаче Хрисеиды её отцу без выкупа. Агамемнон уступает всеобщему требованию, но, чтобы вознаградить себя за эту потерю, отнимает у Ахилла, которого считает инициатором всей интриги, его любимую рабыню Брисеиду. В гневе Ахилл удаляется в палатку и просит свою мать Фетиду умолить Зевса, чтобы греки до тех пор терпели поражения от троянцев, пока Агамемнон не даст ему, Ахиллу, полного удовлетворения (1 рапсодия).
Троянцы немедленно выходят на равнину; Агамемнон назначает следующий день для битвы (2 рапс.).
Войска выстраиваются друг против друга, но вместо битвы устраивается соглашение: распрю должен решить поединок между принцем Парисом и царём Менелаем, с тем, чтобы победителю досталась Елена и похищенные у Менелая сокровища. Парис терпит поражение и только благодаря вмешательству Афродиты избегает смерти (3 рапс.).

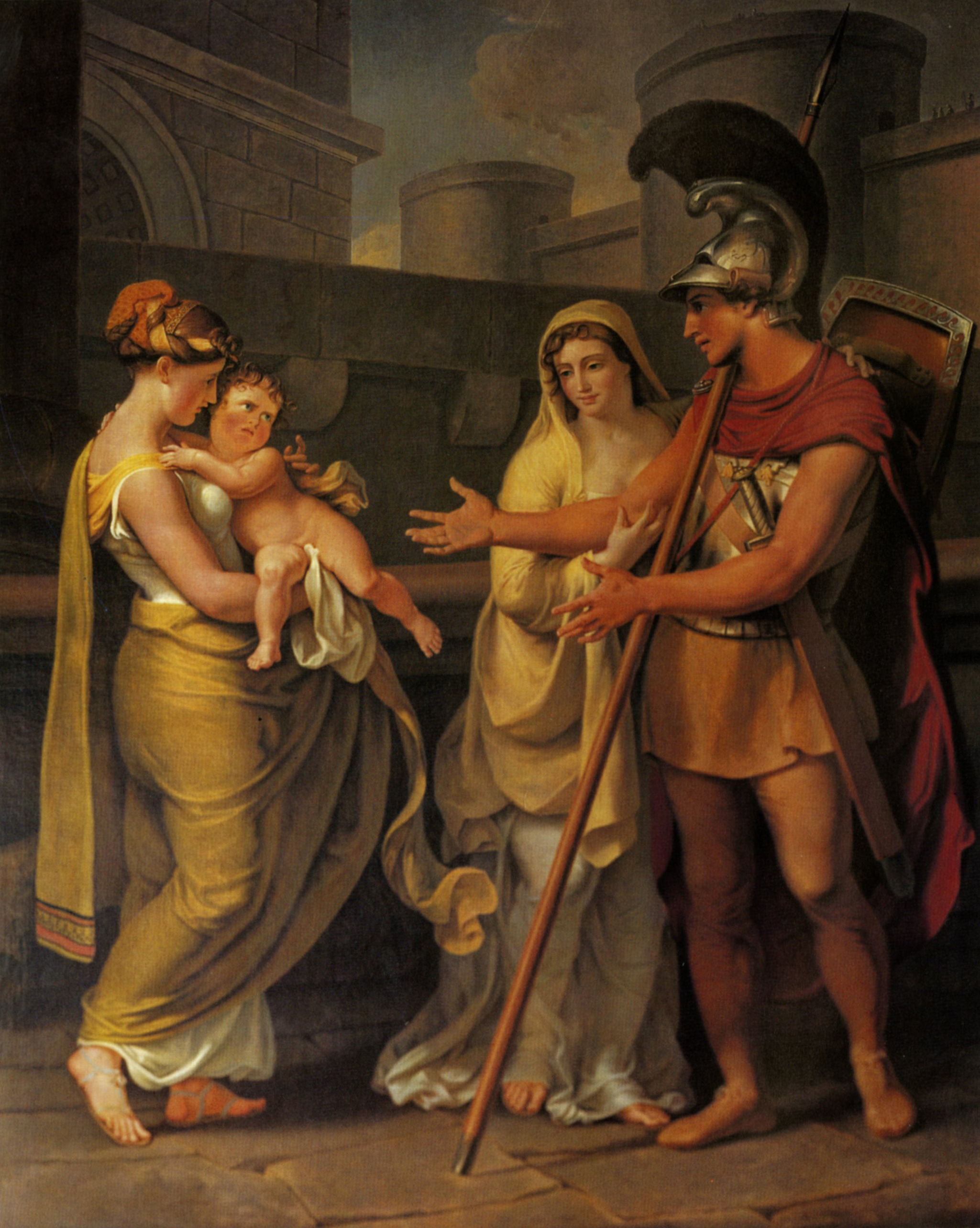
Прощание Гектора с Андромахой. Худ. Иоганн Генрих Тишбейн, 1812 г.

Агамемнон настаивает на исполнении заключённого договора, но троянец Пандар, прославившийся как меткий лучник, нарушает перемирие, пуская стрелу в Менелая, после чего завязывается первое открытое сражение (4 рапс.). Элефенор убит Агенором.
В битве сын Тидея Диомед, руководимый Афиной, совершает чудеса храбрости и ранит даже Афродиту и Ареса. Менелай убивает Пилемена, но Сарпедон сражает царя Родоса Тлеполема.(5 рапс.)
Намереваясь вступить в единоборство с ликийцем Главком, Диомед узнаёт в нём старинного гостя и друга: взаимно обменявшись оружием, противники расходятся (6 рапс.).
День оканчивается нерешительным поединком вернувшегося в сражение Гектора с Аяксом Теламонидом. Во время заключённого обеими сторонами перемирия предаются земле убитые, и греки, по совету Нестора, окружают свой лагерь рвом и валом (7 рапс.).

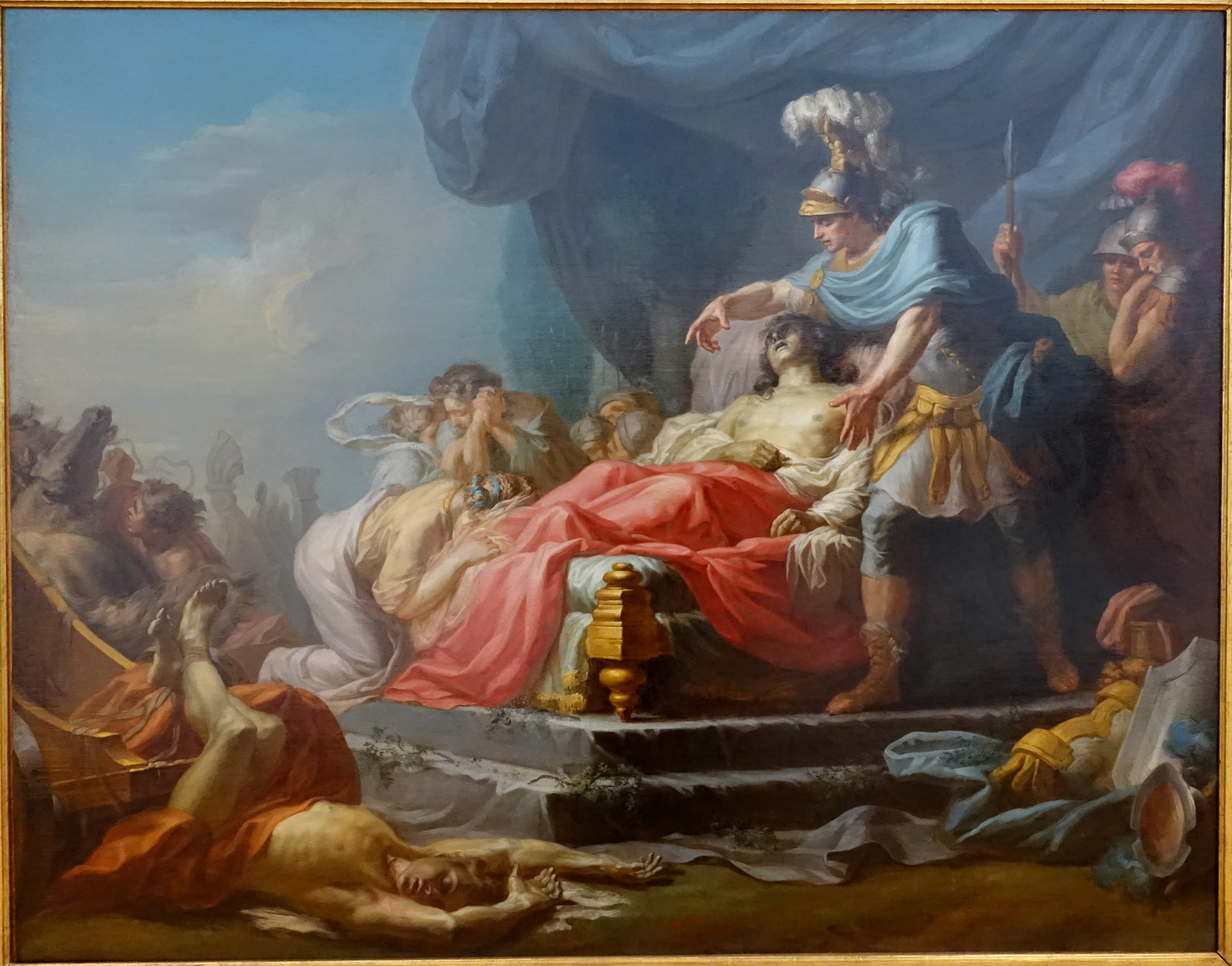
Ахилл бросает тело Гектора к ногам мёртвого Патрокла. Худ. Жан-Жозеф Телассон, 1769 г.

Битва начинается снова, но Зевс запрещает богам Олимпа принимать в ней участие и предопределяет, что она должна окончиться поражением греков (8 рапс.).
На следующую ночь Агамемнон уже начинает помышлять о бегстве от стен Трои, но старый и мудрый царь Пилоса Нестор советует ему примириться с Ахиллом. Попытки отправленных с этой целью к Ахиллу послов не приводят ни к чему (9 рапс.).
Между тем Одиссей и Диомед выходят на разведку, захватывают в плен троянского шпиона Долона и убивают фракийского царя Реса, прибывшего на помощь к троянцам (10 рапс.).
На следующий день Агамемнон оттесняет троянцев к городским стенам, но сам он, Диомед, Одиссей и другие герои оставляют битву вследствие полученных ран; греки удаляются за стены лагеря (11 рапс.), на который троянцы производят нападение. Греки храбро сопротивляются, но Гектор разбивает ворота, и толпа троянцев беспрепятственно проникает в греческий стан (12 рапс.).
Ещё раз греческие герои, особенно оба Аякса и царь Крита Идоменей, с помощью бога Посейдона, успешно оттесняют троянцев, причём Идоменей убивает Асия, Аякс Теламонид повергает Гектора ударом камня на землю; однако Гектор вскоре снова появляется на поле битвы, исполненный крепости и сил, которые по приказанию Зевса вселил в него Аполлон (13 рапс.). Троянец Деифоб убивает Аскалафа, а Гектор сражает Амфимаха, Полидамант же (14 рапс.) убивает Профоенора.

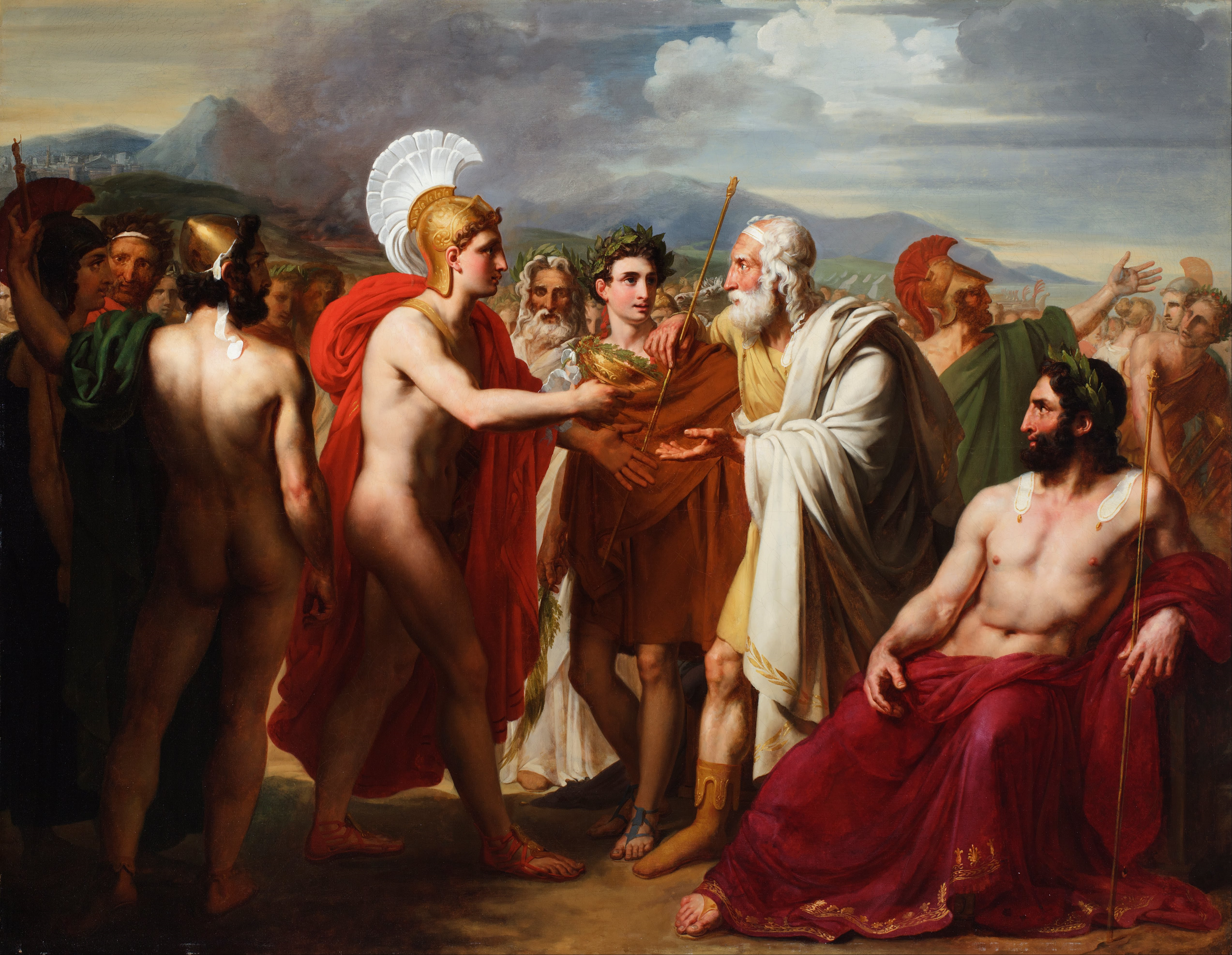
Ахилл награждает Нестора на погребальных играх в честь Патрокла. Худ. Шарль-Огюст Ларивьер

Посейдон вынужден предоставить греков их участи; они снова удаляются к кораблям, которые Аякс тщетно пытается защитить от приступа неприятелей (15 рапс.). Троянцы атакуют: Агенор убивает Клония, а Медонт сражён Энеем.
Когда передний корабль уже охвачен пламенем, Ахилл, уступая просьбам своего любимца Патрокла, снаряжает его в битву, предоставив в его распоряжение собственное оружие. Троянцы, полагая, что перед ними — сам Ахилл, бегут; Патрокл преследует их до городской стены и убивает при этом множество неприятелей, включая Пирехма и храброго Сарпедона, тело которого троянцы отбивают только после ожесточённой борьбы. Наконец Гектор при содействии стреловержца Аполлона убивает самого Патрокла (16 рапс.); оружие Ахилла достаётся победителю (17 рапс.). В борьбе за тело Патрокла Аякс Теламонид убивает Гиппофоя и Форкия, а Менелай поражает Евфорба. Ахеец Схедий гибнет от руки Гектора.
Ахилл, подавленный личным горем, раскаивается в своём гневе, примиряется с царём Агамемноном и на следующий день, вооружившись в новые блестящие доспехи, изготовленные для него богом огня Гефестом по просьбе Фетиды (18 рапс.), вступает в битву с троянцами. Многие из них гибнут, и в том числе Астеропей и главная надежда троянцев — Гектор (19—22 рапсодия).
Погребением Патрокла, празднованием устроенных в честь его похоронных игр, возвращением Приаму тела Гектора, погребением главного защитника Трои и установлением для этой последней цели 12-дневного перемирия заканчиваются события, составляющие содержание Илиады.

## Заключительный этап войны

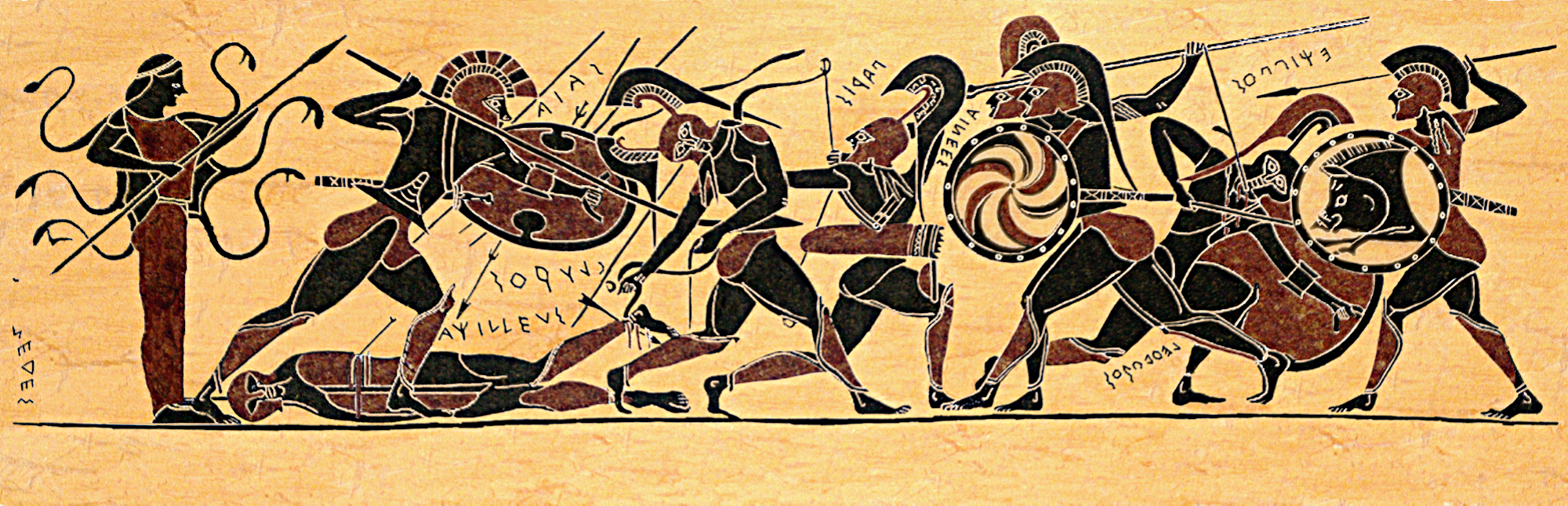
Аякс, защищающий от троянцев тело Ахилла. Роспись амфоры из Халкидики, 540—530 гг. до н. э.

Тотчас после смерти Гектора амазонки приходят на помощь к троянцам, вскоре в битве их царица Пенфесилея убивает Подарка, но сама погибает от руки Ахилла.
Затем на помощь троянцам приходит войско эфиопов. Их царь Мемнон — сын богини зари Эос храбро сражается и убивает друга Ахилла Антилоха. Мстя за него, Ахилл убивает Мемнона в поединке.
Между Ахиллом и Одиссеем возникает ссора, причём последний объявляет, что хитростью, а не доблестью можно взять Трою. Вскоре после этого Ахилл, при попытке пробиться в город через Скейские ворота, или, по другому сказанию, во время бракосочетания с Приамовой дочерью Поликсеной в храме Фимбрейского Аполлона, погибает от стрелы Париса, направленной олимпийским божеством. После похорон сына Фетида предлагает отдать его оружие в награду достойнейшему из греческих героев: избранным оказывается Одиссей; его соперник, Аякс Теламонид, оскорблённый оказанным другому предпочтением, совершает самоубийство после истребления стада животных.

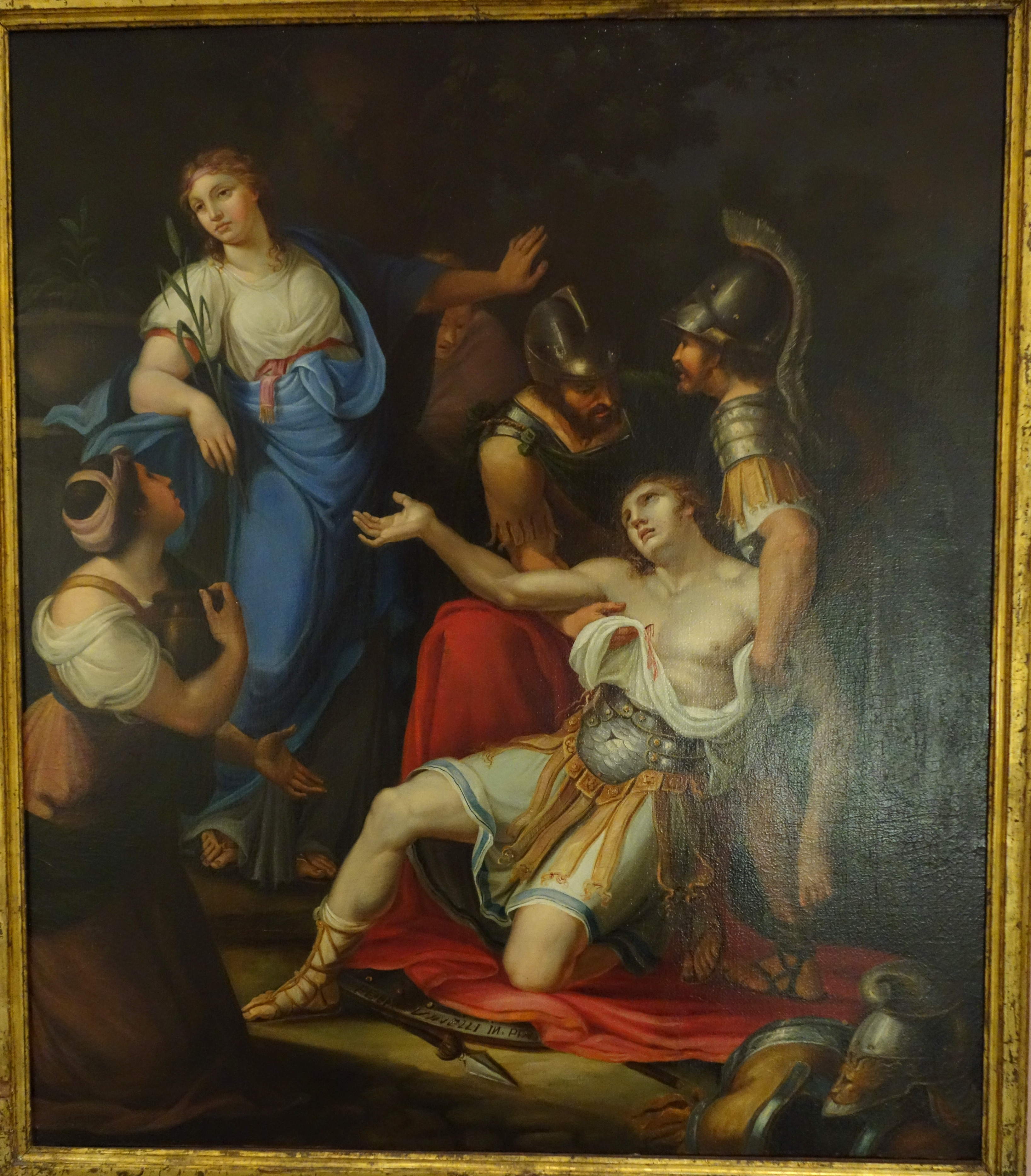
Раненый Парис. Худ. Феличе Винелли, 1809 г.

Эти утраты со стороны греков уравновешиваются невзгодами, которые затем постигают троянцев. Живший в греческом войске в качестве пленника Приамид Гелен объявляет, что Троя будет взята лишь в том случае, если будут привезены стрелы Геракла, которыми владел наследник Геракла Филоктет, и прибудет с острова Скироса молодой сын Ахилла. Особо снаряжённые послы привозят с о-ва Лемноса Филоктета, с его луком и стрелами, и с острова Скироса — Неоптолема.
Мисиец Еврипил прибывает на помощь троянцам, убивает в бою Махаона и Пенелея, но погибает от руки Неоптолема.

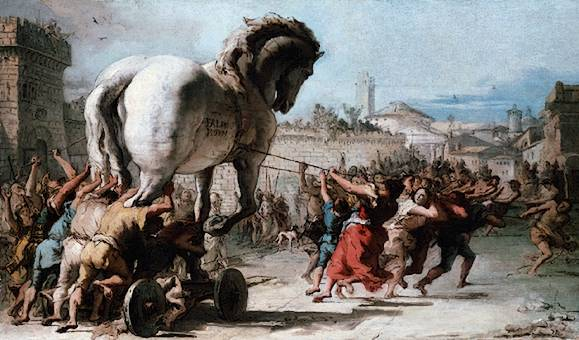
Троянский конь. Худ. Джованни Доменико Тьеполо, 1760 г.

Филоктет смертельно ранит Париса. Его первая жена Энона отказывается излечить его, и Парис умирает в горах. Деифоб, брат Париса, берёт Елену в жены.
Когда похищение Палладия из храма Афины, удачно выполненное Диомедом и Одиссеем, не помогло взять город, греки прибегают к хитрости.
По совету Афины, Эпей, сын Панопея, строит гигантского деревянного коня, во внутренности которого прячутся храбрейшие из греков под начальством Одиссея; остальные греки сжигают лагерь и отплывают от берега Троады, с тем, однако, чтобы стать на якоре по ту сторону о-ва Тенедоса, в ожидании результатов придуманной затеи. Троянцы, высыпав из города, находят коня и останавливаются в нерешительности, что с ним делать. Родственник Одиссея, вероломный Синон, объявляет троянцам, что он скрывается от греков, которые, по злому умыслу Одиссея, хотели принести его в жертву, и что конь построен для того, чтобы умилостивить Афину за похищение Палладия. Он прибавляет, что попытка уничтожить коня принесёт Трое гибель, а если конь будет введён в город на акрополь, то Азия в борьбе с Европой выйдет победительницей.

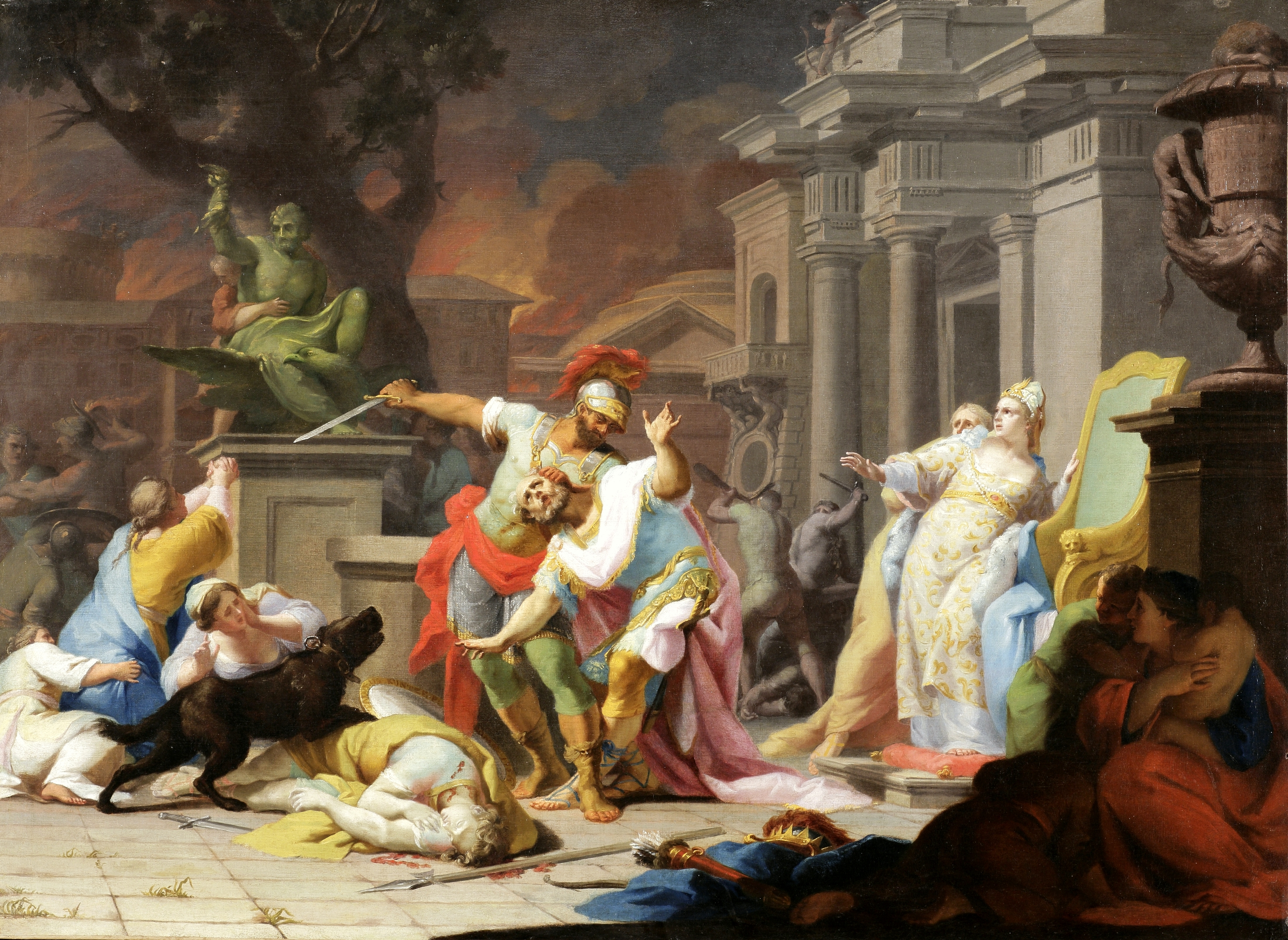
Гибель Приама. Худ. Тадеуш Кунтце, 1756 г.

Судьба жреца Лаокоонта, советовавшего разрушить коня, убедила троянцев в правде слов Синона: так как городские ворота оказались узкими, троянцы делают в стене пролом и, поместив коня в акрополь, посвящают его Афине. Ночью Синон выпускает греков, которые были заперты внутри коня. Герои выходят из засады и сигнальными огнями дают знак греческому флоту об успешном выполнении хитрого плана.
Мнимо отплывшие греки возвращаются и овладевают Троей; жители отчасти избиваются, отчасти уводятся в рабство, а город предаётся огню и разгрому. Менелай убивает Деифоба и освобождает Елену. Неоптолем убивает Агенора, Полита и самого Приама у алтаря Зевса. Диомед убивает Кореба, жениха Кассандры. Ребёнка Астианакта, сына Гектора, победители сбрасывают с башни.

## После войны

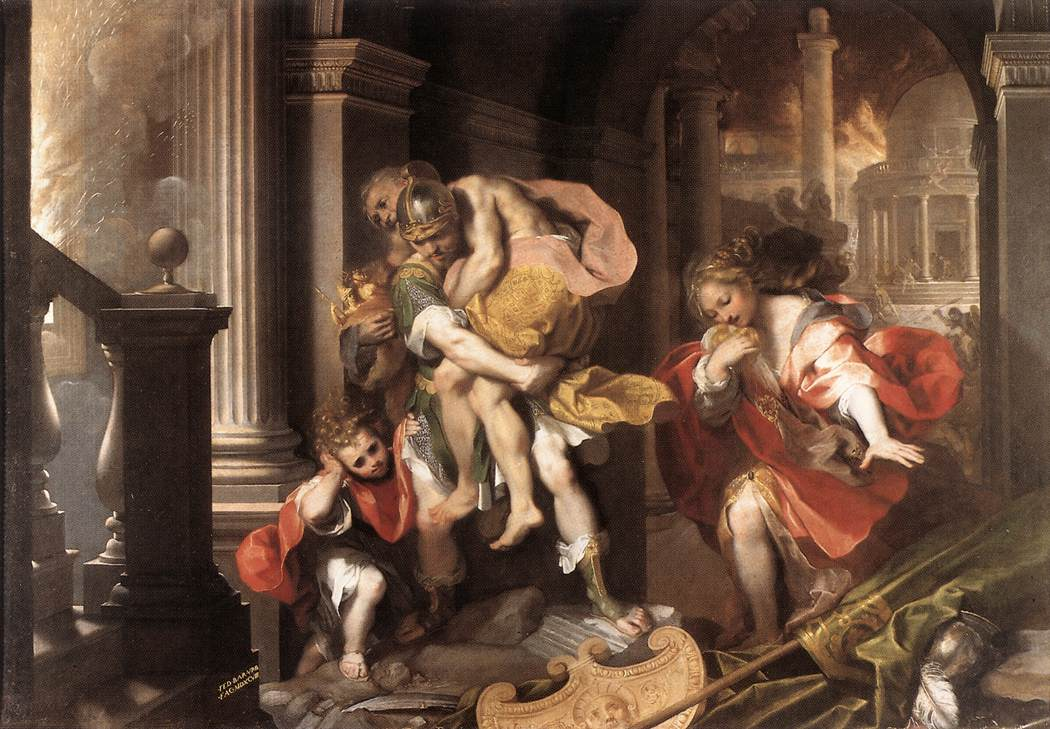
Бегство Энея, Федерико Бароччи, 1598 г.

Из представителей царского дома остаются в живых лишь Гелен, Кассандра, Навпрестиды, Гекторова супруга Мариана и Эней с Анхизом и Асканием (Гекуба вскоре умирает). Акамант и Демофонт освобождают из плена свою сестру Анну. Лаодику поглощает земля. Поликсену приносят в жертву на могиле Ахилла.
По разрушении Трои сыновья Атрея Агамемнон и Менелай, вопреки обычаю, вечером созывают опьяневших греков на собрание, на котором половина войска с Менелаем высказывается за немедленное отплытие на родину, другая же половина, с Агамемноном во главе, предпочитает остаться на время, чтобы умилостивить Афину, разгневанную святотатством Аякса Оилида, который во время взятия города изнасиловал Кассандру. Вследствие этого войско отплывает двумя партиями.
Нестор и его сын Фрасимед, Диомед, Сфенел, Поликсен, Леит, Евмел, Неоптолем, Филоктет, Мерион и Идоменей благополучно достигают дома.
Менелай и Одиссей прибывают на родину после многолетних странствований по разным землям и по морю; смерть застигает Аякса Локрийского (Оилида), Мегета, Профоя во время морского перехода, Агамемнона — тотчас по прибытии его в родной дом.
Калхант, Подалирий, Амфилох, Леонтей, Полипет основывают поселения в Малой Азии; Гуней и Еврипил (сын Евемона) — в Ливии; Тевкр Теламонид, Агапенор, Фидипп — на Кипре.
Таково основное содержание сказаний о Троянской войне, почерпнутое из хранилищ древнегреческих мифов.

## Историческая трактовка эпоса
Древние греки не сомневались в исторической достоверности Троянской войны. Даже беспристрастный древнегреческий историк Фукидид считал историческим фактом описанную в Илиаде десятилетнюю осаду Трои. Он был убеждён, что поэт лишь приукрасил повествование сценами с участием богов.
Являясь весьма интересным и ценным материалом в руках историка литературы, как образцы народного творчества, эти сказания представляют огромный интерес и для историка. В древности Троянская война признавалась историческим событием. Это воззрение, господствовавшее до XIX века как догмат, принято в настоящее время и исторической критикой, хотя отношение к сказанию, как к историческому источнику, некоторыми новейшими исследователями не допускается.

### Аллегорическое, библейское и философское толкование
Помимо исторического объяснения сказаний о Троянской войне, были попытки толковать Гомера аллегорически: взятие Трои признавалось не событием из истории древней Греции, а придуманной поэтом аллегорией на иные исторические события. К этой категории Гомеровских критиков относятся голландец Герард Крузе, видевший в гомеровской «Одиссее» символическую картину странствований еврейского народа во времена патриархов, до смерти Моисея, а в «Илиаде» — картину позднейших судеб того же народа, а именно, борьбы за Обетованную землю, причём Троя соответствует Иерихону, а Ахилл — Иисусу Навину. По воззрению бельгийца Хуго, Гомер был пророком, который хотел изобразить в своих поэмах падение Иерусалима при Навуходоносоре и Тите, причём в Ахилле символически представлена жизнь Христа, а в «Илиаде» — деяния апостолов; Одиссей соответствует апостолу Петру, Гектор — апостолу Павлу; Ифигения не что иное, как Jephtageneia (дочь Иевфая), Парис — фарисей и т. д.
Точно так же появлялись в XVII и XVIII в. попытки объяснять сказания о Троянской войне в духе эвгемеризма: в Гомеровских героях видели олицетворения этических, физических, астрономических и даже алхимических начал.
С появлением «Prolegomena» Фр.-Авг. Вольфа в 1795 г. возникают новые приёмы в исследовании исторической основы эпоса, изучаются законы развития мифов, героических сказаний и народной поэзии, создаются основы исторической критики. Сюда относятся прежде всего труды филологов и мифологов Хейне, Кройзера, Макса Мюллера, К. О. Мюллера и др. (по воззрениям последнего, в мифах даётся олицетворение природной, общественной, государственной и народной жизни; их содержание — древнейшая местная и племенная история Эллады, облечённая в форму личных событий и индивидуальных явлений).

### Отнесение событий к истории других регионов
Из исследователей XVIII в., пытавшихся исторически обосновать сказания о Троянской войне, Бриянт относил эту войну к египетской истории; ван дер Хардт доказывал, что в Илиаде описывается война с флегийцами, происходившая в Беотийском Орхомене.

### Историческое толкование XIX века

Карта Хеттской империи, слева Аххиява (Ahhiyawa) и Троя (Troy)

Историческая критика XIX века вообще следовала воззрениям античности на Троянскую войну как на исторический факт, но, начиная с Мюлленгоффа, пыталась дать разнообразные объяснения этого факта. По мнению Мюлленгоффа, в гомеровском эпосе отражаются события, сопровождавшие финикийскую колонизацию северо-западного побережья Малой Азии. Семитические сказания перешли к грекам и, после победы последних над финикиянами, были эллинизированы и выражены в той форме, в какой дошли до нашего времени.
Согласно гипотезе Рюккерта (1829), подвиги Пелопидов и Эакидов выдуманы с целью прославления их потомков, колонизовавших Эолиду; но хотя все герои сказания — мифические фигуры, однако Троя — исторический город, и Троянская война — исторический факт. Истинными героями Троянской войны были эолийские колонисты Лесбоса и Кимы, а также эмигранты из пелопоннесских ахейцев: они перенесли этот исторический факт на своих мифических предков и возвели его в панэллинское событие.
Та же мысль выражена в исследовании Фёлькера, по мнению которого, переселенцы прибыли в Малую Азию двумя передвижениями, причём фессалийские колонисты представлены Ахиллом, пелопоннесско-ахейские — Агамемноном и Менелаем, — и в сочинении Ушольдa «Geschichte des troianischen Krieges».
По E. Куртиусу, Троянская война изображает собою столкновение в Малой Азии фессалийских и ахейских переселенцев с туземцами, окончившееся, после долголетней борьбы, эллинизацией страны. В этой завоевательной борьбе греки вдохновлялись рассказами о геройских подвигах своих предков — Атридов и Ахилла, на которых и были перенесены события самой борьбы.
Теории Дункера, Вилламовица-Меллендорффа, Эдуарда Мейера, Пельманна, Кауера и др. примыкают, в общем, к этому воззрению, отличаясь друг от друга в частностях. В настоящее время в современной науке утвердилось мнение, согласно которому историческое ядро троянских сказаний составляет эолийская колонизация. Хотя Гомер ни одним словом не упоминает об эолийцах, но они, безымянные потомки Агамемнона и Ахилла, в действительности боролись за завоевание северо-западного берега Малой Азии, и в течение не 10 лет, а двух или трёх столетий.
Большинство филологов начала и середины XIX в. в вопросе об исторической основе Троянских сказаний старались ближе держаться данных эпоса и древней литературы и видели в Троянской войне большую морскую экспедицию, предпринятую, под начальством преимущественно пелопоннесских царей, из Греции в Малую Азию. Сюда относятся К. О. Мюллер, Нибур, Велькер, Ницш, Герхард, Лауэр, Бергк, Гайцер, Дюнтцер, Рауль-Рошетт, Маннерт, Херен, Пласс, Форбигер, Ваксмут, Дуру, Ленорман, Пэйн Найт, Глэдстоун и другие.
Из теорий конца XIX века особого внимания заслуживают теории Мейера («Geschichte des Altertums», II т., 1893, Штутгарт, §§ 32,131, 152, 153; 259, 263, 265) и Пауля Кауэра («Grundfragen der Homerkritik», Лпц., 1895). По мнению Мейера, разорение Трои — исторический факт, который следует отнести к эпохе до 1184 года до н. э. (даты, к которой александрийские учёные приурочивали взятие Трои). Как в сказании о Нибелунгах исторические элементы нераздельно связаны с мифологическими представлениями, так и в сказании о Троянской войне совершенно разнородные элементы переплетены друг с другом. Многие герои введены в сказание о Троянской войне позднее, из других сказаний; некоторые лица (Аякс, Гектор) выдуманы поэтами. Сказание о похищении Елены имеет мифологическое происхождение; этот миф соединился с преданием о походе пелопоннесских государей, под начальством микенского царя, на Трою. Наконец, в качестве третьего элемента в повесть о Троянской войне вошло сказание об эолийском герое Ахилле, не имевшее прямого отношения к содержанию песен о Троянском походе. Таким образом, сказание собственно о Троянской войне, по Мейеру — не эолийского происхождения: эолийские элементы вошли в него позднее, когда оно уже сложилось, причём в сказании об Ахилле отразились воспоминания о борьбе, с которою эолийцы колонизовали северо-западный берег Малой Азии.
Согласно Кауэру, Троянская война — замаскированная борьба эолийцев-колонизаторов с жителями северо-западной части Малой Азии, причём предание о десятилетней осаде и умолчание Гомеровской Илиады о взятии Трои свидетельствуют о том, что в действительности колонизаторам долго не удавалось овладеть чуждою страною. Вследствие важного значения эолийской культуры (в Эолии возникли первые религиозные представления, здесь находилась гора Олимп, Эолии принадлежат музы, Кентавры, Фетида, Пелей, Ахилл), в Эолии могли зародиться начала эпоса, и колонизаторы принесли с собою в Малую Азию уже готовый эпический материал. Что касается тех элементов сказания, которые принято считать ионийскими (Агамемнона, ахейцев, аргивян, Нестора — все признают пелопоннесцами и ионийцами), то, по Кауэру, эти элементы — также эолийского происхождении: ахейцы — не что иное, как фессалийское племя, говорившее по-эолийски, аргивяне — жители Фессалийского, а не Пелопоннесского Аргоса, Агамемнон — не пелопоннесский, а фессалийский царь, позднее перенесённый в Пелопоннес (в Микены) ионийскими певцами, которые восприняли у эолийцев сокровищницу их народных сказаний. Возможность фессалийского происхождения Агамемнона подтверждается данными эпоса: так, движение греческого войска начинается из Авлиды; «конеобильным Аргосом» мог называться с полным правом только фессалийский Аргос; упоминаемая вместе с Аргосом Эллада находилась рядом с Фтиотидой в Фессалии. Нестор — также фессалийский герой: принадлежность его к эолийскому племени доказывается тем, что отец его Нелей был сыном Энипея (река Фессалии) и братом иолкского царя Пелия, и форма отчества самого Нестора — Νηλήϊος — принадлежит эолийскому диалекту. Упомянутая колонизация северо-западного берега Малой Азии эолийцами, по Кауэру, закончилась в течение последних трёх столетий второго тысячелетия до н. э.

### Историческое толкование XX века
В XX веке учёные пытались анализировать Троянскую войну на основе относящихся к тому же времени хеттских и египетских текстов, в которых даётся общее описание политической ситуации данного региона того времени. Однако информации о происходящих там конфликтах недостаточно, чтобы сделать точные выводы. Эндрю Делби отмечает, что хотя Троянская война, скорее всего, имела место в истории в той или иной форме, её истинная природа есть и будет неизвестна.